# Georg Thomalla
Georg Thomalla, född 14 februari 1915 i Kattowitz, Kejsardömet Tyskland (nu Katowice, Polen), död 25 augusti 1999 i Starnberg, Bayern, Tyskland, var en tysk skådespelare. Han filmdebuterade 1939 men fick sitt egentliga genombrott som komediaktör först i början av 1950-talet. Han belönades 1984 med tyska hederspriset för film, Filmband in Gold. Thomalla var verksam som skådespelare fram till sin död 1999.

## Filmografi
- 1941 – Stukas
- 1942 – Det regnar musik
- 1944 – En kvinnas brott
- 1951 – Kärlekstrumpeten
- 1955 – Himmel utan stjärnor
- 1958 – Scampolo
- 1960 – Spökslottet